# Andrei Mureșanu
Andrei Mureșanu (* 16. November 1816 in Bistritz, Siebenbürgen; † 12. Oktober 1863 in Kronstadt oder Hermannstadt) war ein rumänischer Poet und Revolutionär.

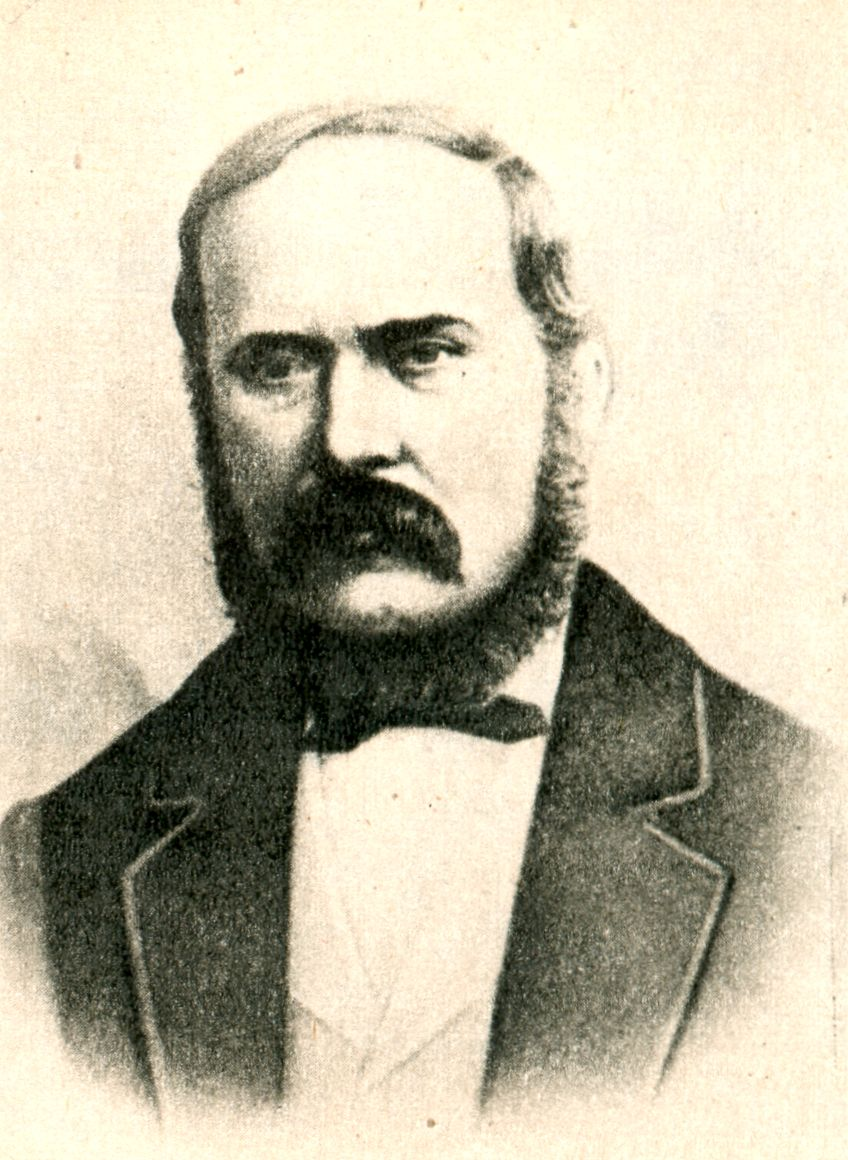
Andrei Mureșanu

## Leben
Ab 1825 besuchte er das Gymnasium des Piaristen-Ordens in Bistrița und studierte ab 1832 Philosophie und Theologie in Blaj bei Timotei Cipariu und George Bariț. 1838 begann er als Professor in Kronstadt. Ab 1839 veröffentlichte er Artikel und Gedichte in Barițs Zeitung Foaie pentru minte, inimă și literatură (Noten für den Geist, Herz und Literatur). Mureșanu war Übersetzer von zahlreichen deutschsprachigen Autoren wie Friedrich Schiller, Christoph Martin Wieland, Gottfried August Bürger oder Jean Paul.
Er hat sich auch politisch betätigt. Er vertrat dabei nicht so sehr liberale als vielmehr nationale Ansichten. 1848 nahm er an der Revolution teil. Er war Delegierter der Stadt Brașov auf der großen Volksversammlung in Blaj im Mai 1848. In dieser Zeit verfasste er das Gedicht Deșteaptă-te, române!, das sofort populär wurde. Das Gedicht bildete ab 1989 den Text der rumänischen Nationalhymne.
1848/49 publizierte er wieder bei Bariț. Im Frühjahr flüchtete er nach Ploiești und kurz darauf in die Bukowina. Nach der Revolution arbeitete er als Übersetzer in Sibiu und publizierte im Telegraful Roman. 1862 gab er einen Sammelband seiner Gedichte heraus.

## Werke
- Simpatie la Viena; 1839
- Un rămas bun de la Brașov (Ein Abschied aus Kronstadt); 1840
- Cele două căpățâni goale; 1843
- O privire peste lume; 1845
- Un răsunet (Ein Widerhall); umbenannt in Deșteaptă-te, române! („Erwache, Rumäne!“); 1848
- Omul frumos; 1849
- Către martirii români din 1848–1849 (Über rumänische Märtyrer von 1848–1849); 1850
- Eremitul din Carpați; 1854
- Mintea
- Glasul unui român